# Agedabia
Ajdabiya (àrab: أجدابيا, Ajdābiyā) és una ciutat i municipalitat de Líbia, a mig camí entre Barqa i Sirt.
Fou conquerida per Amr ibn al-As el 643 i va haver de pagar l'impost de capitació. Als segles VIII, IX i X fou una important estació de caravanes i militar. Disposava de mesquita (fundada el 912/913 pel fatimita al-Qàïm, fill d'Ubayd-Al·lah al-Mahdí), ciutadella, banys, mercats i pous d'aigua. A uns 10 km, a la costa, tenia el port d'al-Mahur. La població era amaziga, del grup luwata. Els moviments dels hilalians i sulaymites a partir del segle xi, li van fer perdre importància i després del segle xiii esdevingué un llogaret irrellevant. S'ha recuperat als darrers anys i fou erigida en municipalitat el 1983.